# Banville
Cet article possède un paronyme, voir Biville.
Pour l’article homonyme, voir Banville (patronyme).
Banville est une commune française, située dans le département du Calvados en région Normandie, peuplée de 802 habitants.

## Géographie
Banville est située dans le Bessin, à 5 kilomètres de Creully, 16 kilomètres de Bayeux et 17 kilomètres de Caen. La commune est proche des côtes de la Manche (2 kilomètres). Le village est traversé par la Seulles.
| Sainte-Croix-sur-Mer   | Graye-sur-Mer                           | Courseulles-sur-Mer |
|                        | Banville                                |                     |
| Colombiers-sur-Seulles | Ponts sur Seulles (comm. dél. d'Amblie) | Reviers             |

### Hydrographie
La commune est située dans le bassin Seine-Normandie. Elle est drainée par la Seulles,.
La Seulles, d'une longueur de 72 km, prend sa source dans la commune de Dialan sur Chaîne et se jette  dans la baie de Seine à Courseulles-sur-Mer, après avoir traversé 31 communes. Les caractéristiques hydrologiques de la Seulles sont données par la station hydrologique située sur la commune de Ponts sur Seulles. Le débit moyen mensuel est de 2,54 m3/s. Le débit moyen journalier maximum est de 38 m3/s, atteint lors de la crue du 25 janvier 1995. Le débit instantané maximal est quant à lui de 40 m3/s, atteint le 26 décembre 1999.

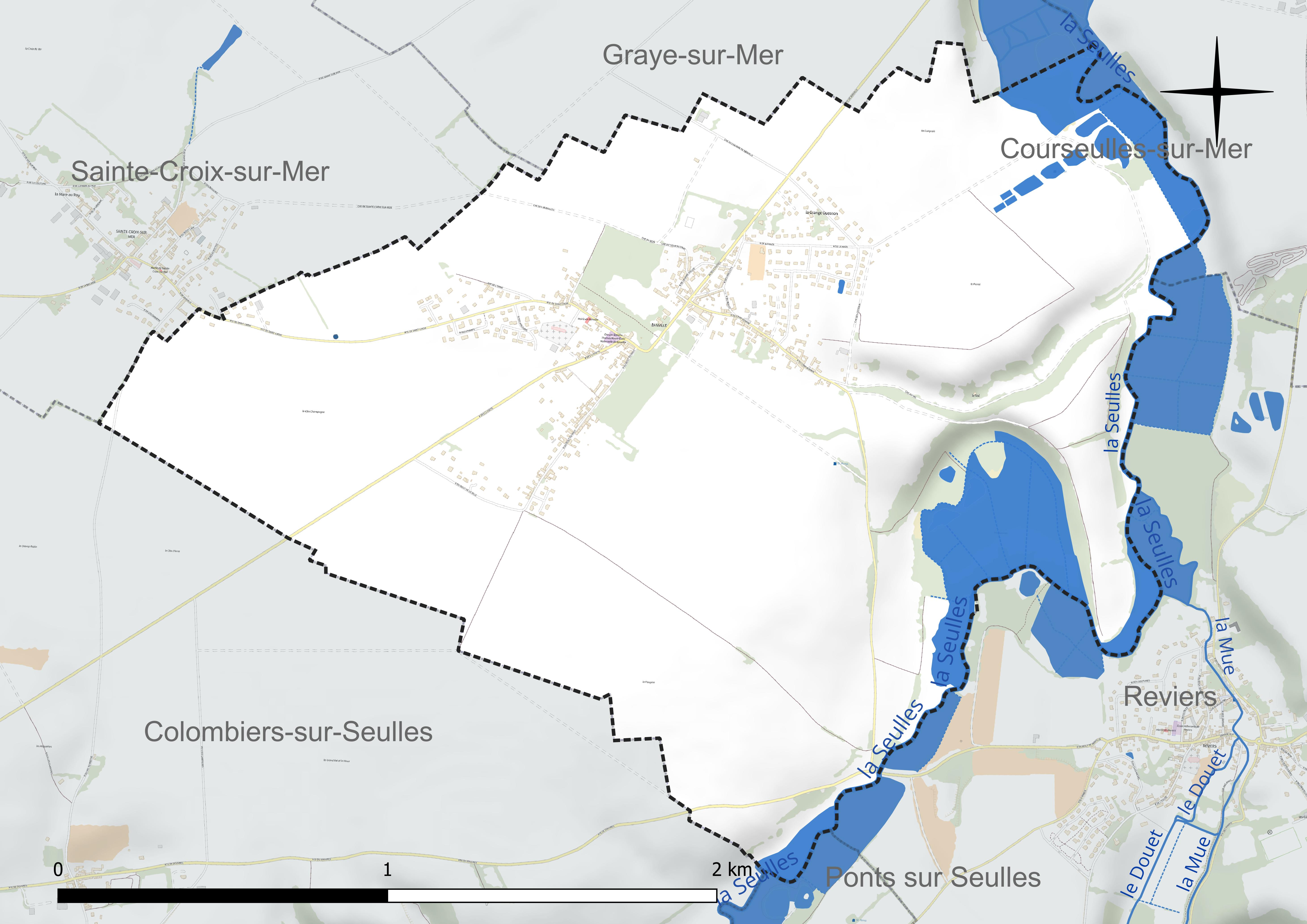
Réseau hydrographique de Banville.

### Climat
Pour des articles plus généraux, voir Climat de la Normandie et Climat du Calvados.
En 2010, le climat de la commune est de type climat océanique altéré, selon une étude du CNRS s'appuyant sur une série de données couvrant la période 1971-2000. En 2020, Météo-France publie une typologie des climats de la France métropolitaine dans laquelle la commune est exposée à un climat océanique et est dans la région climatique  Normandie (Cotentin, Orne), caractérisée par une pluviométrie relativement élevée (850 mm/a) et un été frais (15,5 °C) et venté. Parallèlement le GIEC normand, un groupe régional d'experts sur le climat, différencie quant à lui, dans une étude de 2020, trois grands types de climats pour la région Normandie, nuancés à une échelle plus fine par les facteurs géographiques locaux. La commune est, selon ce zonage, exposée à un « climat des plateaux abrités », correspondant à la plaine agricole de Caen à Falaise, sous le vent des collines de Normandie et proche de la mer, se caractérisant par une pluviométrie et des contraintes thermiques modérées.
Pour la période 1971-2000, la température annuelle moyenne est de 10,8 °C, avec  une amplitude thermique annuelle de 11,7 °C. Le cumul annuel moyen de précipitations est de 718 mm, avec 12 jours de précipitations en janvier et 7,6 jours en juillet. Pour la période 1991-2020, la température moyenne annuelle observée sur la station météorologique la plus proche, située sur la commune de Bernières-sur-Mer à 5 km à vol d'oiseau, est de 11,7 °C et le cumul annuel moyen de précipitations est de 695,0 mm,. Pour l'avenir, les paramètres climatiques de la commune estimés pour 2050 selon différents scénarios d'émission de gaz à effet de serre sont consultables sur un site dédié publié par Météo-France en novembre 2022.

## Urbanisme

### Typologie
Au 1er janvier 2024, Banville est catégorisée petite ville, selon la nouvelle grille communale de densité à 7 niveaux définie par l'Insee en 2022.
Elle est située hors unité urbaine. Par ailleurs la commune fait partie de l'aire d'attraction de Caen, dont elle est une commune de la couronne,. Cette aire, qui regroupe 296 communes, est catégorisée dans les aires de 200 000 à moins de 700 000 habitants,.

### Occupation des sols
L'occupation des sols de la commune, telle qu'elle ressort de la base de données européenne d'occupation biophysique des sols Corine Land Cover (CLC), est marquée par l'importance des territoires agricoles (80,3 % en 2018), en diminution par rapport à 1990 (82,2 %). La répartition détaillée en 2018 est la suivante : 
terres arables (69,5 %), zones urbanisées (11,2 %), prairies (10,2 %), forêts (5,3 %), zones humides intérieures (3,1 %), zones agricoles hétérogènes (0,7 %). L'évolution de l'occupation des sols de la commune et de ses infrastructures peut être observée sur les différentes représentations cartographiques du territoire : la carte de Cassini (XVIIIe siècle), la carte d'état-major (1820-1866) et les cartes ou photos aériennes de l'IGN pour la période actuelle (1950 à aujourd'hui).

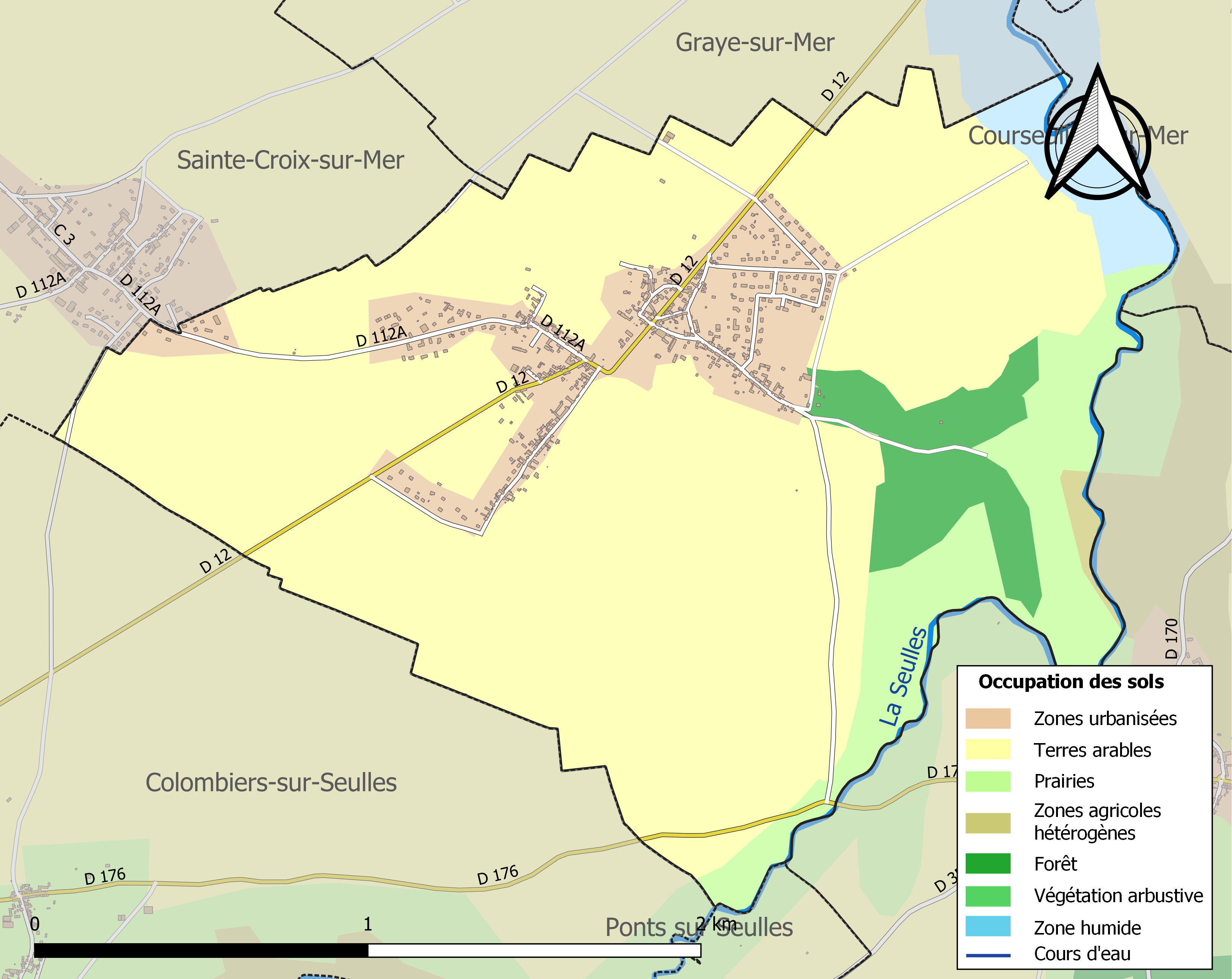
Carte des infrastructures et de l'occupation des sols de la commune en 2018 (CLC).

## Toponymie
Le nom de la localité est attesté sous les formes Baanvillam en 1215, Baiunvilla en 1220.

## Histoire
Lors du débarquement de Normandie, Banville est située à moins de 3 kilomètres de Juno Beach (secteur Mike), la zone de débarquement des troupes canadiennes. Le village est libéré dans la journée du 6 juin 1944 par les Royal Winnipeg Rifles.

## Politique et administration
| Période                                  | Période | Identité            | Étiquette | Qualité                                                             |
| ---------------------------------------- | ------- | ------------------- | --------- | ------------------------------------------------------------------- |
| 1945                                     | 1981    | Pierre Bianquis     |           |                                                                     |
| 1981                                     | 2008    | Florence Lefrançois |           |                                                                     |
| mars 2008                                | 2020    | Chrystèle Pouchin   | PS        | conseillère d'éducation au lycée Laplace (CAEN) Responsable des 3PM |
| Les données manquantes sont à compléter. |         |                     |           |                                                                     |

## Démographie
L'évolution du nombre d'habitants est connue à travers les recensements de la population effectués dans la commune depuis 1793. Pour les communes de moins de 10 000 habitants, une enquête de recensement portant sur toute la population est réalisée tous les cinq ans, les populations de référence des années intermédiaires étant quant à elles estimées par interpolation ou extrapolation. Pour la commune, le premier recensement exhaustif entrant dans le cadre du nouveau dispositif a été réalisé en 2006.
En 2022, la commune comptait 802 habitants, en évolution de +3,35 % par rapport à 2016 (Calvados : +1,58 %, France hors Mayotte : +2,11 %).
| 1793 | 1800 | 1806 | 1821 | 1831 | 1836 | 1841 | 1846 | 1851 |
| ---- | ---- | ---- | ---- | ---- | ---- | ---- | ---- | ---- |
| 684  | 623  | 641  | 612  | 624  | 626  | 630  | 611  | 601  |

| 1856 | 1861 | 1866 | 1872 | 1876 | 1881 | 1886 | 1891 | 1896 |
| ---- | ---- | ---- | ---- | ---- | ---- | ---- | ---- | ---- |
| 560  | 557  | 537  | 517  | 508  | 454  | 442  | 418  | 410  |

| 1901 | 1906 | 1911 | 1921 | 1926 | 1931 | 1936 | 1946 | 1954 |
| ---- | ---- | ---- | ---- | ---- | ---- | ---- | ---- | ---- |
| 390  | 356  | 324  | 295  | 328  | 301  | 317  | 351  | 368  |

| 1962 | 1968 | 1975 | 1982 | 1990 | 1999 | 2006 | 2011 | 2016 |
| ---- | ---- | ---- | ---- | ---- | ---- | ---- | ---- | ---- |
| 356  | 382  | 407  | 475  | 514  | 585  | 612  | 668  | 776  |

| 2021 | 2022 | - | - | - | - | - | - | - |
| ---- | ---- | - | - | - | - | - | - | - |
| 797  | 802  | - | - | - | - | - | - | - |

## Lieux et monuments
- Le camp romain de la Burette[24].
- Église Saint-Lô de Banville.
- Vestiges du lavoir du XIXe siècle sur la Seulles au pont de Reviers qui fait l'objet d'un recensement à l'inventaire général du patrimoine culturel[25].

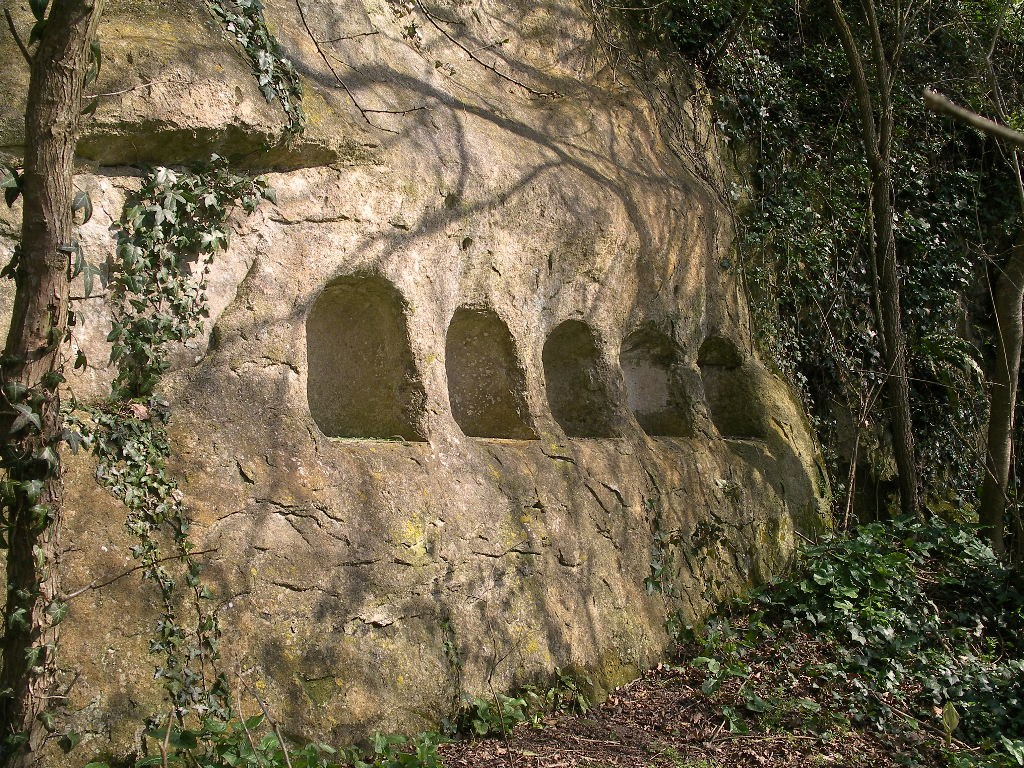
Vestiges du camp romain.
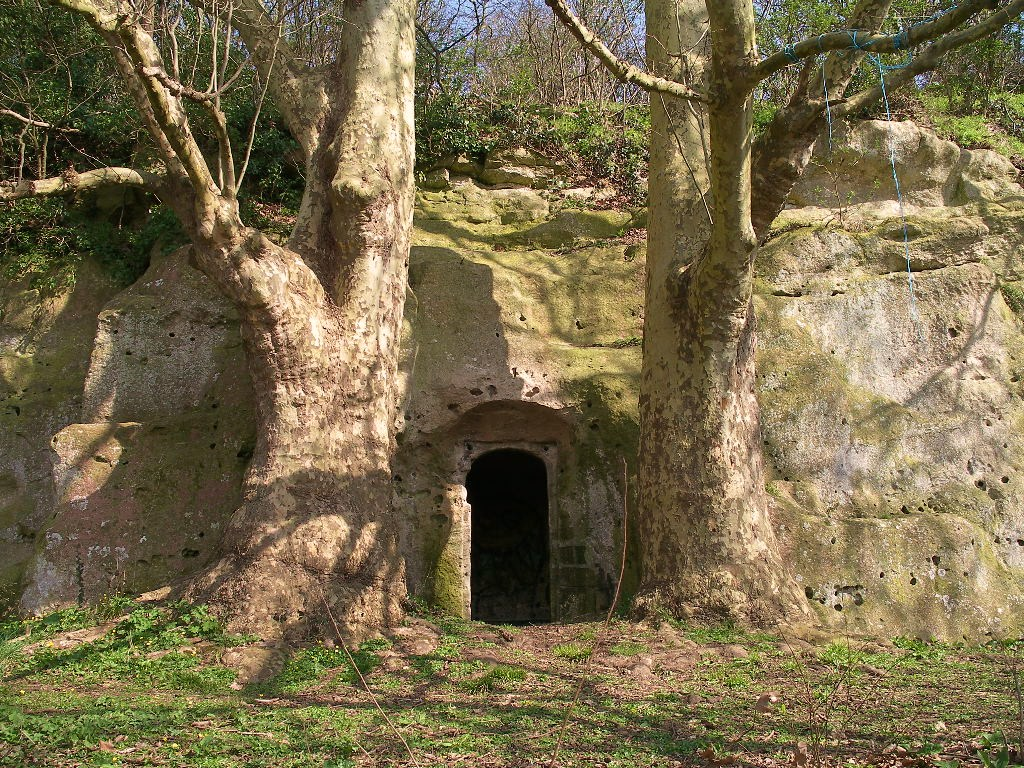
Chambre troglodyte du camp romain.
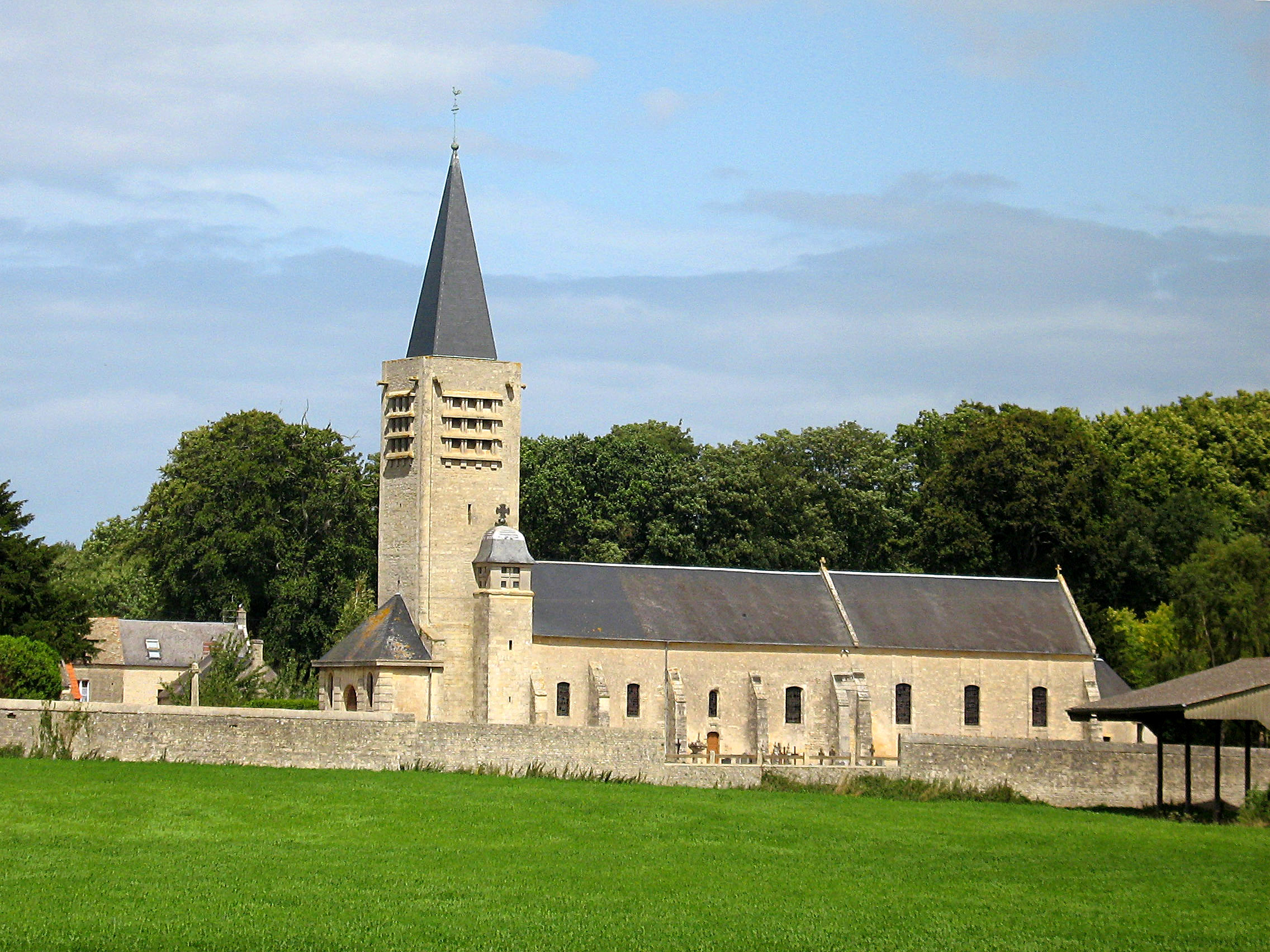
L'église Saint-Lô.
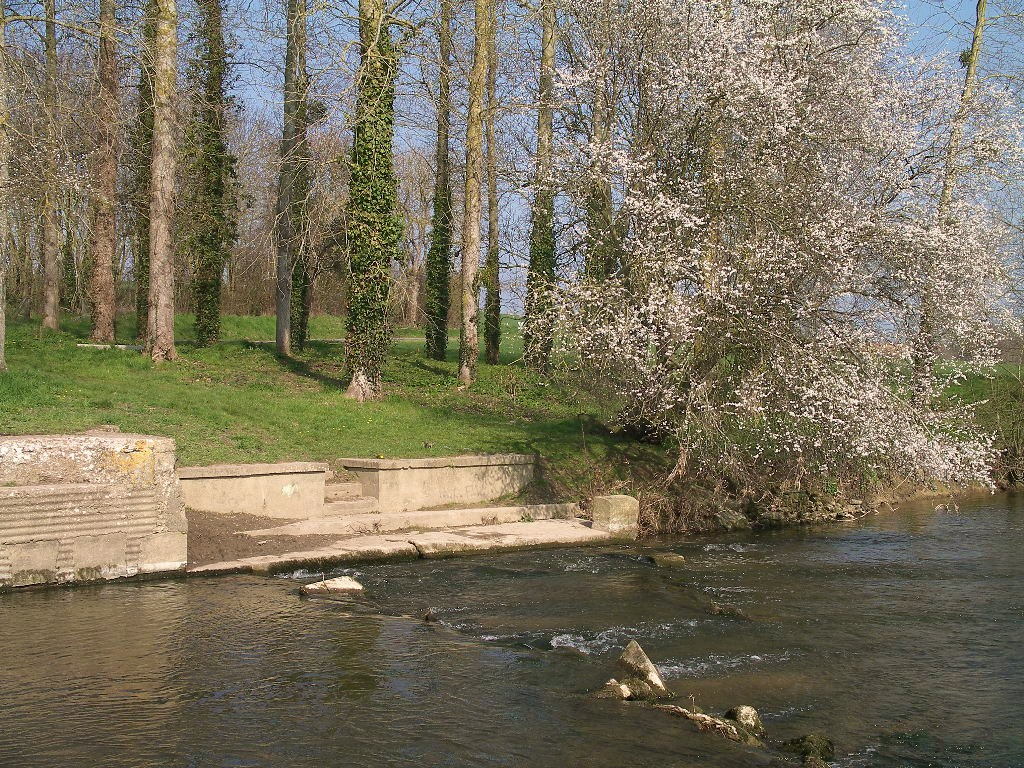
Vestiges du lavoir.

## Personnalités liées à la commune
- Théodore de Banville, poète français (1823-1891) ; la famille Faullain de Banville, bien qu'établie depuis les années 1750 à Moulins (Allier), est originaire de la commune.

### Héraldique
| Les armes de Banville | Les armes de la commune de Banville se blasonnent ainsi : De vair plein. |